# Gerhard Dietrich (Turner)
Gerhard „Fliege“ Dietrich (* 12. Mai 1942 in Brandenburg an der Havel; † 9. März 2024 ebenda) war ein deutscher Geräteturner, der für die DDR startete. Sein Heimatverein war der ASK Vorwärts Potsdam.
Er wurde bei einer Sichtung im Sportunterricht seiner Schule entdeckt und kam über die Akrobaten zu den Turnern bei der BSG Aufbau Brandenburg. 1960 wurde er in die Kinder- und Jugendsportschule (KJS) seiner Heimatstadt aufgenommen. Da die KJS seit 1959 vom ZSKA Vorwärts Berlin II betrieben wurde (ab 1966 wurde dort der ASK Vorwärts Potsdam ausgegliedert), kam er damit zu diesem Verein und wurde Militärangehöriger. Neben dem Training nahm er ein Studium zum Sportlehrer auf.
Seine größten internationalen Einzelerfolge errang Dietrich bei den Europameisterschaften 1967 mit dem Gewinn je einer Bronzemedaille im Pferdsprung und am Pauschenpferd. Darüber hinaus gewann er auch mit der Mannschaft eine Bronzemedaille. Danach schien seine Sportkarriere schon beendet zu sein, denn bei einer Reihenuntersuchung wurde Ende 1967 bei ihm ein inaktive Tuberkulose festgestellt. Dennoch schaffte er nach einem Vierteljahr Klinikaufenthalt den Sprung ins Olympiateam.
Bei den Olympischen Sommerspielen 1968 in Mexiko-Stadt gewann er mit der Mannschaft der Deutschen Demokratischen Republik (DDR) eine Bronzemedaille im Mannschaftsmehrkampf. Auch bei den Turn-Weltmeisterschaften 1966 in Dortmund und 1970 in Ljubljana belegte er mit der DDR-Mannschaft den dritten Platz im Mehrkampf. In den Jahren 1965 und 1970 errang er bei DDR-Meisterschaften insgesamt zehn Medaillen, dabei am Pauschenpferd in den Jahren 1966 und 1970 zwei Meistertitel sowie darüber hinaus vier Silbermedaillen.
Gerhard Dietrich war ein extrem leichter Sportler, der in den 1960er Jahren als erster Sportler der Welt am Reck eine Doppelschraube schaffte. 1970 beendete er seine Karriere und schloss zwei Jahre später sein Lehrerstudium ab. Er blieb noch ein Jahr als Trainer beim Sportklub und war ab 1973 als Lehrer an der KJS tätig, die von 1973 bis 1978 schrittweise nach Potsdam verlegt wurde. Nach der Wende wurde er arbeitslos und arbeitete dann noch einige Jahre als Hausmeister. Mit 60 Jahren wurde er Rentner. Er wohnte in Brandenburg an der Havel.
Seine Tochter Heike folgte zunächst den sportlichen Spuren ihres Vaters, errang als Turnerin auf Bezirks- und Spartakiadewettkämpfen einige Erfolge und wurde mit 11 Jahren in die Kinder- und Jugendsportschule in Frankfurt (Oder) aufgenommen. Nach kurzer Zeit verließ sie jedoch die Schule und wurde in den 1980er Jahren als Sportakrobatin mit ihrem Verein BSG Lokomotive Kirchmöser mehrfache DDR-Meisterin. 
Nach verschiedenen Berufen begann sie 2018 bei der Johanniter-Unfall-Hilfe als Fahrerin, lernte dort den ehemaligen Fußballer und Fußballtrainer  Dietmar Drabow kennen und heiratete ihn 2019.